# Долно Каласлари
Доње Карасларе (мкд. Долно Каласлари) је насеље у Северној Македонији, у средишњем делу државе. Доње Каласларе је насеље у оквиру општине Велес.

## Географија
Доње Карасларе је смештено у средишњем делу Северне Македоније. Од најближег града, Велеса, село је удаљено 8 km југоисточно.
Село Доње Карасларе се налази у историјској области Повардарје. Село је смештено уз десну обалу Вардара, на приближно 210 метара надморске висине. Источно од насеља диже се побрђе.
Месна клима је измењена континентална са значајним утицајем Егејског мора (жарка лета).

## Историја
У селу се налази спомен капела у којој почивају посмртни остаци српских војника, погинулих у периоду од 1912. до 1918. године. Иницијативу да се на једно место сахране све кости погинулих Срба и савезничких војника у велешком срезу, покренуо је 1928. године Одбор на челу са протом Николом Јовичевићем. Повод да се спомен-капела са костурницом изгради на узвишици код Караслара је чињеница да је ту 1913. године највише од колере умрло 1500 српских војника. Грађена је капела у националном стилу између 1928-1930. године, по плану арх. Владимира Девића. Освећење војничке гробнице од стране митрополита скопског Варнаве, обављено је септембра 1929. године. Тог дана је освећен и споменик погинулим војницима муслиманима Французима, на месту где су сахрањени, код сеоске џамије.

## Становништво
Доње Карасларе је према последњем попису из 2002. године имало 446 становника.
Већинско становништво у насељу су етнички Македонци (99%). Са демографског гледишта занимљиво је то што за разлику од суседног села Горњих Караслара, где Албанци живе у већини и где број становника опада, у овом селу живе Македонци и број становника села је у порасту.
Претежна вероисповест месног становништва је православље.